# Johannes Haas-Heye
Johannes Haas-Heye (* 16. März 1912 in London; † 30. September 2008 in Bonn-Bad Godesberg) war ein deutscher Journalist und Diplomat. Er gehörte zu den „Pionieren“ des neuen Medienwesens im Nachkriegsdeutschland.

## Leben
Haas-Heye war eines von drei Kindern des Modeschöpfers Otto Ludwig Haas-Heye und dessen Ehefrau Viktoria Ada Astrid Agnes Gräfin zu Eulenburg, einer Tochter von Philipp zu Eulenburg. Seine beiden Schwestern waren Ottora Maria Gräfin Douglas-Reimer (1910–2001) und die Widerstandskämpferin Libertas Schulze-Boysen (1913–1942).
Er baute 1945/46 in Bad Nauheim die Deutsche Nachrichtenagentur DENA auf und gehörte zu den ersten deutschen Pressebeobachtern bei den Nürnberger Kriegsverbrecherprozessen. Bereits in der Vorkriegszeit hatte er für United Press gearbeitet, ab 1948 wurde er deren Chefredakteur in Deutschland.
Später wechselte Haas-Heye in den diplomatischen Dienst und war unter anderem Pressereferent an der deutschen Botschaft in London, Kulturreferent an der deutschen Botschaft in Ankara und Mitarbeiter der deutschen Mission bei den Vereinten Nationen.